# Млинице у Пантану (Блату)
Млинице у Пантану (Блату) или млин у Пантану (Блату) је приземно здање трогирских млинова кроз чије подножје протиче вода, на јужној обали Језера чија градња је довршена с краја 16. века. О њеној изградњи и доградњама говоре бројни подаци са натписа истакнутих на неколико места на Млиници, и грбова укључујући два рељефа крилатог лава Светог Марка који указује на важност здања у доба млетачке владавине.

## Положај и географске карактеристике локације
Зграда Млинице са налази у Пантану или Блату на источној граници Малог поља, и на западном почетку Великог поља, заправо западог дела данашњег Каштеланског поља, на делу некадашње Приморске жупаније. Када се проширила трогирска територија, од млинова на Пантану (Блату) до Ступа под Острогом, Млинице су се нашле на око 2,5 км ваздушне линије од града Трогира, под брдом Крбан, испод кога, на рубу раседа, испод пута Трогир — Сплит, из језерца званог Језеро извире сланкаста вода, која потом протиче испод зграде Млинице. Одатле се вода каналом званим Рика, сличном речном току, дугом отприлике 1 км, улива у Јадранско море у Каштеланском заливу.
Пре обликовања постојећег језера, и изградње млина, вода из бројних подземних извора рачвала се у више кракова, а постојало је и више језераца, одакле је вода отицала директно од извора до мора, краћим, али стрмијим током, између Пантана и/или Блата и поља у Дивуљама, па све до ушћа у пределу званом Мућине. Подручје Пантана (Блата), временом је великим делом девастирано изградњом и насипавањима и дана имас све карактеристике медитеранских, морских мочвара. Због ових географских карактеристика цело мочварно подручје омиљено је гнездилиште, мали резерват фауне почев од рибе јегуља до птица селица рода, чапљи, патака и других птица галебова, чајки, гњураца.
Према картама из 18. века ток канала Рика завршавао је у лагуни, на подручју данашњег великог рибњака, сређеног почетком 19. века. Данашња регулација вода, језера и канала, укључујући и канал Рику, датира с краја 18. века.
- Географске карактеристике подручја Пантана (Блата)

## Значај и заштита
Млинице у Пантану (Блату) представљају јединствени спој природе и историје. Обновљене ренесансне млинице имају фортификациони значај и важне су пример индустријске архитектуре. Млинице броје чак 12 малих извора који формирају језеро, а све у пространој морској лагуни. Овај ихтиолошко-орнитолошки резерват данас је права туристичка атракција, посебно у јесен када Пантан постаје важна миграциона локација за окупљање бројних птица мочварица.
Под шифром З-5103 Млинице су регистроване као непокретно културно добро - појединачно, са правним статусом заштићено културних добро, класификовано као „јавне зграде“. Није под заштитом УНЕСКО-а. Ово одлука донета је на основу чињенице, да су Млинице у Пантану у односу на остале преживеле млиновеу Далмацији који су мале зграде сеоских, народних одлика, Млинице јединствене по својим димензијама и старини, семиотички набијени истакнутим натписима и грбовима који се надовезују на податке из историјских извора.

## Назив локације
Предао у коме се данас налази зграда Млинице спомиње се у материјлним доказима и исправама из 18. века као Пантан или Блато или како то неки чине, наводећи оба назива заједно Пантана/Блато, иако су истог значења - мочварни предео. Име Пантан је романско а име Блато славенско.

## Историја
Млинови, воденице и друга постројења за прераду жита имали су од давнина y народном животу велик значај, који ce одражава y више праваца: они су значајан део привредне снаге старога села; вредан споменик градитељства преко кога су освајана техничка знања и технологија изградње млинских постројења; а данас живи споменик одредаба старог обичајног права, a уз то и значајан чинилац y свакидашњем животу на селу — једно од његових друштвених средишта. Међу таквим постројењима су и млинови Трогира или Млинице у Пантану (Блату).
Предео према мору код Трогира западно и јужно од данашње Млинице спомиње се у исправама 1275. као земља покрај реке -  ad flumen Pantani. а потом и у 14. веку као Пантан (романски) или Блато (словенски) - односно мочварни предео: … in Blacta Pantani. Према историчару Ивану Лучићу... овај простор користили су Хрвати који наставаху Велико поље, посебно они из Бијаћа.
Током раног средњег века, млинови су били власништво комуне Трогир, која се бринула о њиховом одржавању. Један од главних пројеката, изградња зида за воденице (…murum pro molendinis comunis ad Blattam), општина је уговорила уговором са групом зидара 12. маја 1264 . године.
Године 1279. задарски племић Мадиј Варикаша, син Станков, за више од три хиљаде фунти. Према документу из 1312. године који се односи на закуп помиње се осам воденица.   Неке од млинова у Пантану (Блату) поседовао је кнез Домалд, између осталог и господар Клиса, дуго времена у непријатељству са Трогиром, да би након помирења 1243. добио за уступљене млинове кућу са кулом у Трогиру и 500 либри.
Средњовековни млинови налазили су се западно, али и источно од постојеће зграде. Остатке старих млинова на западу од Млинице као и дуги зид источније од њих саграђен је почетком 20. века. 4 У раном средњем веку, према наводима историчара Иван Лучић...дуж водених токова на источној страни, уз предео зван Дивуље, наводи дугачак, широк зид источно од постојећих млинова, и трагове кућа (млинова) тамо на почетку Дивуља, где је такође, претпостављао да се, некада морало постојати језерце.
Млинови, као важан економски погон на небрањеном подручју, далеко изван градских зидина Трогира, биле су честа мета непријатељских напада. Тако су запаљене 4. фебруара 1401. у време партијских сукоба.12 Млинови су из предострожности онедпособљени 1420. током рата између Венеције и Мађарске.13 Непосредно након освајања Трогира Пијетро Лоредан 28. јуна 1420. наредио је поправак млинова.
Успостављањем власти млетачке републике млинови су пропали држави која се бринула о њиховом одржавању, наравно уз помоћ трогирске комуне, која је одређивала цена млевења жита, Комунално веће се претходно морало сложити 1743. године. са Скупштином грађана Трогира и пучана.
Одржавање млинова и канала било је веома скупо. Лети није било довољно воде за њихов рада, а и зими су рад млинова ометала велике бујице, после обилних киша.
Жито на млевење довожено је у млин чак из Задра или са Корчуле, тако да се на млевење чекало и по неколико дана. У близини млинова једно време налазиле су се и солане,
Данашња зграда млина у народу позната као Млинице изграђена је на јужном рубу Језера крајем 16. века, када је и довршена њена градња, о чему сведоче бројни епиграфски докази на самом млину. Уз зграду млина накнадно је 1778. године саграђено пристаниште, за бродове (једрењаке). Млинице су у данашњем објекту радиле све до 1970-тих година, да би након тога биле претворене у угоститељски објекат.
У време међунационалних сукоба на простору бивше Југославије с почетка 1900-тих Млинице су биле оштећене, током једног од бомбардовања.

### Обнова млинова
Прича о пантанским воденицама има леп крај, захваљујући трогирском лекару др Младену Павићу и његовој супрузи Мендијани Павић који су пожелели с краја 20. века да купе млинове и у то су уложили сву своју уштеђевину. Прво су морали да сређују имовинске односе јер се око старих млинова борило око двадесетак власника, а многи су живели и ван Хрватске. Потом су 1995. године кренули у њихову темељну обнову по идејном решењу сплитског архитекте Иве Војновића, али и под под заштитом Конзерваторског одељења. Обнову су помогла хрватска министарства културе и туризма, Европска унија и италијанске покрајине Регионе Венето.

## Архитектура
Млиница је приземно здање кроз чије темеље протиче вода. Зграда Млинице издуженог је облика, са двоспратном кулом у средини. Са западне стране придодана је и посебна зграда звана Ступа, подигнута на луковима, у којој су се налазила постројења за ваљање сукна. У просторији у темељу Млинице, испод нивоа језера, поређано је млинско камење.
На јужној страни Млинице под кулом је пристаниште, гат, мул за лађе до кога су бродови са острва у Далмацији довозили жито на млевење, чак и са удаљене Корчуле. Још један гат налази се западно од Млинице, на подручју “старих млинова”, готово у потпуности засут муљем, уз рубове обрастао трском.
Како су се вековима мењали водени токови на подручју Пантана (хидрорегулацијама извора и водених токова), мењао се и изглед простора око Млинице.
Данашње стање датира с краја 18. века, када су 1778. године започели обимнији радови ископавања канала за бродове како би они могли пристајати до саме Млинице. Гат за лађе испред куле на јужној страни Млинице придодан је исте 1778. године. Стаја, склониште за теглеће животиње на северној страни Млинице, дозидане су 1791. године. Из тог времена, датира и облик Језера са одбрамбеним зидом на западној страни којим се прилази до саме зграде Млинице. На том зиду, уједно и прилазу Млиници, налази се дводелни отвор са уставом кроз коју се испушта вишак воде која се обрушавала у слап. С јужне стране Језера пружа се широк зид, својеврсна обална платформа, на којој су кроз уске вертикалне отворе са жљебовима за уметање, кроз уставе протицала вода, проток од 8 до 10 m³, која је покретала дрвени точак тежине 1.200 кг, пречника 4,8 м, са 48 лопатица.
- Галерија слика са подручја Пантана (Блата)